# Crete, Nebraska
Crete är en ort i Saline County i delstaten Nebraska, USA.